# Ичжун
«Спортивный Центр Ичжун» (кит. 颐中体育中心) — многоцелевой стадион в городе Циндао, Китай. В настоящее время используется в основном для футбольных матчей, до 2010 года был домашним стадионом клуба «Циндао Хайлифэн», который был впоследствии расформирован. Стадион вмещает 62000 человек, построен в 1997 году.